# Episodi di Samurai Jack (seconda stagione)
La seconda stagione della serie animata Samurai Jack, composta da 13 episodi, è stata trasmessa negli Stati Uniti, da Cartoon Network, dal 1º marzo all'11 ottobre 2002.
In Italia la stagione è stata trasmessa su Cartoon Network dal 1º dicembre al 17 dicembre 2003.
| nº (assoluto) | nº (stagione) | Titolo originale                     | Titolo italiano            | Prima TV USA      | Prima TV Italia  |
| ------------- | ------------- | ------------------------------------ | -------------------------- | ----------------- | ---------------- |
| 14            | 1             | Jack Learns to Jump Good             | Arte del salto             | 1º marzo 2002     | 1º dicembre 2003 |
| 15            | 2             | Jack Tales                           |                            | 8 marzo 2002      | 2 dicembre 2003  |
| 16            | 3             | Jack and the Smackback               | Combattimento nel Colosseo | 15 marzo 2002     | 3 dicembre 2003  |
| 17            | 4             | Jack and the Scotsman II             | Lo Scozzese 2ª parte       | 22 marzo 2002     | 4 dicembre 2003  |
| 18            | 5             | Jack and the Ultra-Robots            | Gli ultra robot            | 29 marzo 2002     | 5 dicembre 2003  |
| 19            | 6             | Jack Remembers the Past              |                            | 5 aprile 2002     | 8 dicembre 2003  |
| 20            | 7             | Jack and the Monks                   | I monaci                   | 12 aprile 2002    | 9 dicembre 2003  |
| 21            | 8             | Jack and the Dragon                  | Jack e il drago            | 6 settembre 2002  | 10 dicembre 2003 |
| 22            | 9             | Jack vs. the Five Hunters            |                            | 13 settembre 2002 | 11 dicembre 2003 |
| 23            | 10            | Jack vs. Demongo, the Soul Collector |                            | 20 settembre 2002 | 12 dicembre 2003 |
| 24            | 11            | Jack Is Naked                        | Il coniglio bianco         | 27 settembre 2002 | 15 dicembre 2003 |
| 25            | 12            | Jack and the Spartans                |                            | 4 ottobre 2002    | 16 dicembre 2003 |
| 26            | 13            | Jack's Shoes                         | I sandali di Jack          | 11 ottobre 2002   | 17 dicembre 2003 |

## Arte del salto
Jack insegna l'autodifesa ad una tribù pacifica di scimmiette e a un "uomo della giungla", in cambio questi gli insegnano a compiere salti altissimi che rivaleggiano la capacità di volare di Aku.

## Jack Tales

### Jack e il verme
Jack affronta un gigantesco verme a due teste appassionato di indovinelli.

### I mangia metalli
Jack combatte contro una famiglia di robot mangia metalli.

### Jack, i gargoyle e la fata
Jack prova a liberare una fata che esaudisce un solo desiderio dalla prigionia di un gargoyle.

## Combattimento nel Colosseo
Jack viene fatto prigioniero e deve affrontare i campioni del palazzo del giudizio per riuscire a liberarsi.

## Lo Scozzese 2ª parte
Lo Scozzese chiede aiuto a Jack per salvare sua moglie, rapita e tenuta prigioniera in un castello fatto interamente di ossa.

## Gli ultra robot
Otto ultra-bot apparentemente inarrestabili distruggono alcune città; Jack con l'aiuto del professore che li aveva creati prova a fermarli.

## Jack Remembers the Past
Jack ritorna al suo luogo natale e rivive alcuni episodi della sua infanzia.

## I monaci
Dopo avere perso l'ennesima possibilità di andare indietro nel tempo, Jack ricerca la verità sul suo destino e su come sconfiggere Aku scalando una montagna mistica insieme a tre monaci.

## Jack e il drago
Un villaggio medievale è afflitto da un vento pestilenziale. Jack indaga e scopre un drago con seri problemi di digestione. Si offre di risolvere il problema e si avventura nell'immenso corpo del dragone.

## Jack vs. the Five Hunters
Aku arruola quattro uomini-leone di un altro pianeta, appartenenti a una razza considerata imbattibile nella caccia (gli Imakandi), per catturare e farsi consegnare Jack. Ne segue un estenuante caccia all uomo in una città futuristica.

## Jack vs. Demongo, the Soul Collector
Jack combatte contro un demone chiamato Demongo, il più potente dei tirapiedi di Aku, in grado di richiamare l'essenza immortale di una miriade di guerrieri.

## Il coniglio bianco
Gli abiti di Jack vengono rubati da un bianconiglio, e deve ritrovarli, finendo in uno strano mondo sotterraneo ed evitando di venire catturato da una folla inferocita contro di lui per oltraggio al pudore.

## Jack and the Spartans
Durante un'arrampicata su una montagna, Jack scopre uno stretto passaggio tra le rocce che lo porta ad incontrare una razza di valorosi guerrieri in battaglia. Lui si offrirà di aiutarli a sconfiggere un esercito di robot che si ripara dopo ogni giorno, concludendo quindi una guerra che si protrae da trecento anni.

## I sandali di Jack
Jack si scontra con una banda di robot-moto che distrugge i suoi sandali; trovare delle calzature nuove non sarà semplice.